# Carex secalina
Carex secalina är en halvgräsart som beskrevs av Carl Ludwig von Willdenow och Göran Wahlenberg. Carex secalina ingår i släktet starrar, och familjen halvgräs.

## Underarter
Arten delas in i följande underarter:
- C. s. alpina
- C. s. secalina